# Gibercourt
Gibercourt település Franciaországban, Aisne megyében. Lakosainak száma 37 fő (2022. január 1.). Gibercourt Essigny-le-Grand, Hinacourt, Ly-Fontaine, Montescourt-Lizerolles és Remigny községekkel határos.

## Népesség
A település népességének változása:
| Lakosok száma | 46   | 37   | 33   | 40   | 45   | 44   | 42   | 41   | 40   | 37   |
|               | 1968 | 1982 | 1990 | 2006 | 2013 | 2015 | 2017 | 2019 | 2020 | 2022 |